# G.B.F.
G.B.F. (tj. Gay Best Friend, neboli Nejlepší gay kamarád) je americký hraný film z roku 2013, který režíroval Darren Stein. Film se odehrává na střední škole, kde tři dívky bojují o pozici královny plesu, a proto usilují o přízeň právě vyoutovaného spolužáka. Snímek měl světovou premiéru na filmovém festivalu Tribeca 19. dubna 2013.

## Děj
Tanner a Brent jsou spolužáci a kamarádi na střední škole. Oba jsou gayové, ale vědí to o nich jen jejich nejbližší kamarádi Sophie a Glenn. Brent přijde s nápadem, jak se prosadit na blížícím se školním plesu. Fawcett, Ashley a Caprice spolu bojují o to, která z nich bude královnou plesu. Brent navrhuje vetřít se jejich přízně jako nejlepší gay kamarád. Při tom ale nechtěně vyoutuje před celou školou Tannera. Tanner se s ním a svými přáteli kvůli tomu pohádá, ale o jeho přízeň začnou skutečně bojovat všechny tři dívky. Tanner se tak proti své vůli stává hybatelem událostí na škole, při kterých je původní školní ples zrušen kvůli homofobním útokům a na alternativním je spolu s Fawcett zvolen králem a královnou plesu. Při tom stihne říct svým rodičům, že je gay, usmířit se s Brentem a uvědomit si, co je v jeho životě skutečně důležité.

## Obsazení
| Michael Willett    | Tanner Daniels  |
| Sasha Pieterse     | Fawcett Brooks  |
| Andrea Bowen       | Ashley Osgoode  |
| Xosha Roquemore    | Caprice Winters |
| Paul Iacono        | Brent van Camp  |
| Taylor Frey        | Topher          |
| Derek Mio          | Glenn Bak       |
| Joanna Levesque    | Soledad         |
| Molly Tarlov       | Sophie Aster    |
| Natasha Lyonne     | paní Hoegel     |
| Evanna Lynchová    | McKenzie Price  |
| Megan Mullally     | Brentova matka  |
| Rebecca Gayheart   | Shannon Daniels |
| Jonathan Silverman | pan Daniels     |
| Horatio Sanz       | ředitel Crowe   |
| Mia Rose Frampton  | Mindie          |
| Anthony Garland    | Christian       |